# Rhynchocerus quinqueductus
Rhynchocerus quinqueductus är en insektsart som beskrevs av Karsch 1896. Rhynchocerus quinqueductus ingår i släktet Rhynchocerus och familjen vårtbitare. Inga underarter finns listade i Catalogue of Life.